# Biophytum ringoetii
Biophytum ringoetii là một loài thực vật có hoa trong họ Chua me đất. Loài này được De Wild. mô tả khoa học đầu tiên năm 1913.